# Cheilosia rhodiolae
Cheilosia rhodiolae är en tvåvingeart som beskrevs av Schmid 2000. Cheilosia rhodiolae ingår i släktet örtblomflugor, och familjen blomflugor.
Artens utbredningsområde är Österrike. Inga underarter finns listade i Catalogue of Life.